# 帕莱地区

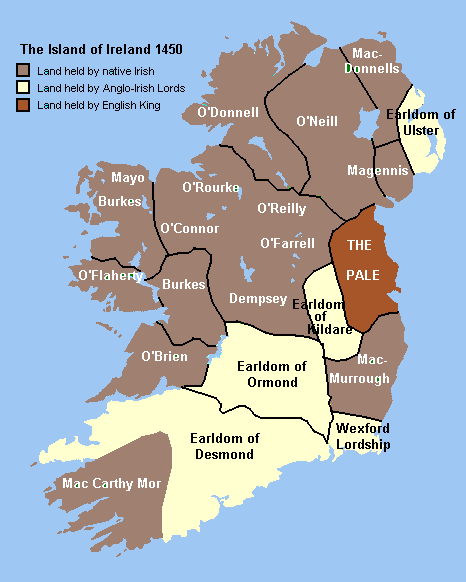
1450年时的帕莱地区（灰色部分）

帕莱地区，或称为英属帕莱（或），是指中世纪后期爱尔兰岛上由英国政府直接控制下的领土。在15世纪后期，它已经逐渐被缩减到岛屿东海岸的一个区域，大致是从都柏林南部的达尔基延伸到驻军城镇邓多克。

## 历史
帕莱是一片以都柏林为中心的土地，从劳斯的邓多克延伸到威克洛的布雷，成为爱尔兰岛上的英国统治基地。从1169年开始，诺曼人入侵爱尔兰，使爱尔兰的大部分地区在英格兰的金雀花王朝的国王的控制之下。但从13世纪开始，爱尔兰岛上的诺曼人对占领的爱尔兰其余部分的统治起初摇摇欲坠，然后统治区域逐渐萎缩。
在1300年后，爱尔兰大部分地区的诺曼人越来越多地融入爱尔兰文化。他们与邻近的盖尔人自治领主结盟。在爱尔兰还没有大型皇家军队驻扎的漫长时间里，诺曼领主就像他们各省的盖尔人邻居一样，在自己的地区充当了独立的统治者。
因此，由英国国王控制的地区相应地减少了，并且，在米斯和基尔代尔周边的部分，被围栏包围起来或抛弃，这块地区就被称为帕莱，源自拉丁文palus。
由于百年战争（1337-1453）和玫瑰战争（1455-85）的爆发，英国王权的军事力量被极大地削弱了。而成立的爱尔兰议会，起初一直位于德罗赫达，一直到1485年，都铎王朝再度重视爱尔兰事务，由此将其迁回都柏林。
帕莱基本由肥沃的低地组成，这些低地相对于丘陵或树木繁茂的地面而言，更适合驻军进行防御或伏击战略。出于贸易和管理的原因，英语成为该地官方语言。

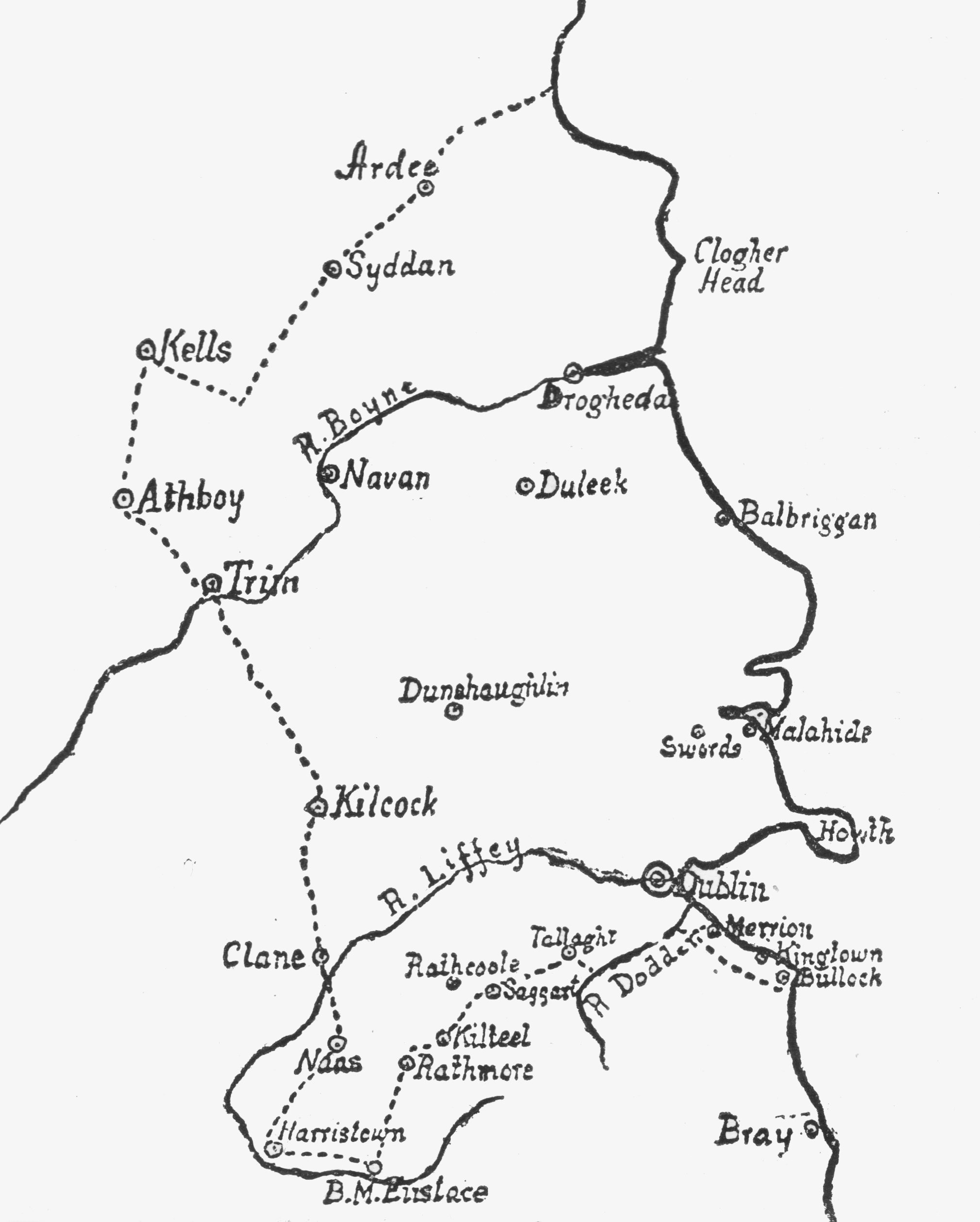
帕莱地区–根据1488年的规约

在1366年时，为便于英国王室可以主张其对于定居者的权力，其在基尔肯尼地区组建了议会，并且颁布了基尔肯尼法规。该法令规定禁止英国移民与爱尔兰本土人之间的通婚。由于定居者已经开始普遍使用爱尔兰语并采用爱尔兰服装或其他习俗，因此在法规中也严厉禁止了该行为。
该法案从未成功实施，即使在帕莱本地也是如此。而这表明爱尔兰正在逐渐脱离英国的文化标准。
在都铎王朝时期，爱尔兰文化和语言已经遍布其被殖民的大部分领土：“即使在帕莱，所有普通民众......大部分出生的都是爱尔兰人，使用爱尔兰习惯和爱尔兰语言”。  在更高的社会层面来看，从入侵后不久开始，盖尔爱尔兰贵族和盎格鲁 - 诺曼领主之间进行了大规模的通婚。
到了15世纪后期，帕莱成为爱尔兰岛上唯一一个仍然受英国国王影响的地方——该岛的大部分地区仅仅承认了英国王室的霸权。 税基减少到等同于1300年的很一小部分。约翰戴维斯爵士引用的一句谚语说“在巴罗以西的人，生活在法律之外。”在与盖尔领主的联盟的帮助下，基尔代尔的伯爵从1470年开始执掌上议院。这种情况一直持续到16世纪20年代，当时伯爵们不再受到皇室的青睐，但是在第15代伯爵时期，于16世纪30年代恢复了原状。他的儿子“丝绸托马斯”在1534年至35年间的短暂反抗导致了接下来的几十年里都铎王朝对爱尔兰的征服的加速，其中都柏林和帕莱被用作皇家的主要军事基地。

## 词源
pale这个词最初源于拉丁语pālus，意思是“桩”，特别是指代用来支撑围栏的桩子。从这里出现了“边界”的比喻意义，最终超出了其原本含义的范围，作为边界之外的东西 - 即不文明。该术语不仅用于爱尔兰的帕莱，还用于其他各种英国殖民定居点，尤其是英国加莱。

## 结束
帕莱这一地区的历史，与一个独立的盎格鲁 - 爱尔兰政体和文化的概念是分不开的。 在17世纪之后，特别是在英国国教改革之后，“古英语”定居者逐渐被同化为爱尔兰人口，而这在很大程度上是由于他们相对不愿意放弃罗马天主教的信仰（那些在爱尔兰教会中受到崇拜的人获得了更高的地位）。他们保留了英语，尽管那时他们也讲爱尔兰语。 这其中一些人是爱尔兰文学的杰出贡献者，包括Pierce Ferriter和Geoffrey Keating。而其中的克里斯托弗纽金特，也就是第六任男爵德尔文，为伊丽莎白一世写了爱尔兰语入门书。

## 现代的用法
这个词继续用于爱尔兰当代语境中，指的是都柏林郡和附近的县。一般来说这个词充满批评 - 例如，政府部门可能会批评将其资源集中在帕莱。

## 外部連結
- A map of the Pale (late 15th century)
- Origin of the word 'pale'
- World Wide Words: Beyond the pale （页面存档备份，存于）